# لمبه، آنگولا
لمبه (به انگلیسی: Lombe) شهری در استان مالانژه واقع در کشور آنگولا است که در سال ۲۰۰۹ میلادی ۳٬۶۱۹ نفر جمعیت داشته است.